# José Enrique Ruiz-Domènec
José Enrique Ruiz-Domènec (Granada, 7 de abril de 1948) es un historiador español, especialista en la Edad Media, la cultura europea y la herencia mediterránea.

## Biografía
Nació en 1948 en Granada, España, donde estudió bachillerato y los primeros años de Universidad. Se fue a vivir a Barcelona en 1968, un año después obtuvo una plaza de profesor en la recién fundada Universidad Autónoma de Barcelona, donde se doctoró en 1973. Fue profesor adjunto por oposición con el número uno en 1979, en 1986 fue nombrado director del Instituto de Estudios Medievales y editor de la revista Medievalia. En 1994 obtuvo por oposición la cátedra de Historia Medieval de Europa. En 1996 entró a formar parte de la Real Academia de Buenas Letras de Barcelona, y en 2001 de la Real Academia de Doctores de Cataluña. 
Ha sido profesor visitante en las Universidades de Génova y Poitiers. Ha impartido cursos de doctorado en el Instituto Europeo de Estudios Humanísticos de Florencia. Es miembro del comité científico de Festival Storia de Turín y miembro permanente del jurado internacional del premio Finale Ligure de historia. En 2006 recibió el premio Ciudad de Barcelona, en la modalidad de ensayo, por su libro El reto del historiador. Es el representante español dentro de la comisión de 27 historiadores para los 27 países de Europa. En 2011 ha sido nombrado profesor invitado de la Escuela de Estudios Superiores en Ciencias Sociales de París, para el curso 2011-2012.

## Trayectoria intelectual
Se dedica al estudio de la Edad Media europea, en 1969 conoce a Geo Pistarino y Gabriella Airaldi, con los que mantendrá una larga relación en los años siguientes; en 1977 entra en contacto con Georges Duby, que le invita a su seminario del Collège de France y le prologa uno de sus primeros libros, con el mantendrá una estrecha relación epistolar y personal en los años siguientes. 
En 1979 se pronunció a favor de la adopción en España de los métodos y objetivos de la Nouvelle Histoire, en un seminario impartido en su universidad con el título “El juego del amor como representación del mundo en Andrés el Capellán”, que fue vivamente elogiada por las revista Annales. Se justifica este hecho ya que Ruiz Doménec mantenía estrechos contactos con la historiografía de París a través de Duby, a diferencia de sus colegas historiadores, más propensos a mantener los métodos de análisis procedentes del marxismo británico. 
Ha trabajado sobre el parentesco, la sexualidad, los ideales caballerescos y el mundo de las mujeres durante la década de 1980 y colaboró con la modernización de la enseñanza de la historia en su universidad, dando lugar a una serie de jóvenes profesores, en la actualidad catedráticos, que han renovado los estudios sobre la disciplina. En 1992 pone fin a este período con la publicación de una obra de síntesis, que coincide con el nacimiento de su única hija Andrea. A partir de entonces se abre a los medios de comunicación colaborando asiduamente en los suplementos culturales de La Vanguardia de Barcelona y El País Semanal. Más tarde aceptará encargos relacionados con la producción y adaptación de documentales para la televisión. En 2010 es nombrado editor de Historia de National Geographic. 
Ha escrito extensamente sobre una gran variedad de temas. Como historiador social se ha centrado en el análisis de la "memoria de los feudales y de la caballería". En ambos temas ve la fuerza impulsora de la tendencia predominante hacia la construcción de una primera modernidad en el siglo XII, fundamento de muchas tradiciones que serán elaboradas más tarde. Otro tema recurrente en su obra ha sido el del mundo de las mujeres, un fenómeno que ha intentado situar en el terreno del contexto social e histórico relevante, al enfrentarse con la visión tradicional de considerarlo como una simple expresión de género. 
Uno de sus intereses más destacados es la herencia mediterránea, su trabajo es un estudio de su construcción en el contexto de la historia de Europa, él argumenta que esa herencia es el soporte de muchas interpretaciones modernas y contemporáneas. 
Al margen de su obra de investigación histórica, ha investigado a fondo la escritura de la historia y tiene varios libros al respecto y numerosos ensayos publicados en periódicos, revistas, magazines referentes a ello. Una de sus recientes publicaciones es su visión de su propio país España, una nueva historia, que viene a coronar su larga trayectoria que ha dado lugar a importantes libros en español, italiano y catalán.
Durante la pandemia de COVID-19 escribió El día después de las grandes epidemias, publicado en 2020, donde mantiene la tesis de que después de cada una de las grandes epidemias que han asolado a la humanidad, se ha producido una respuesta por parte de las sociedades que las sufrieron. Las epidemias a las que se refiere y los acontecimientos que se producen después de las mismas son las siguientes:
1. La peste bubónica del año 542 en Bizancio, a la que le siguió un desarrollo de la tecnología agraria, desecando zonas pantanosas una de cuyas consecuencias fue la de alejar el mosquito Anopheles.
2. Tras la peste negra europea entre 1347 y 1353 surgió el Renacimiento y entre muchos otros cambios, se invierten fondos en planificación urbanística, lo que genera nuevos modelos de ciudades.
3. Las epidemias sufridas en Las Indias desde 1492 hasta 1521 sirven para generar las ideas del Derecho de gentes (Francisco de Vitoria), el reconocimiento de la necesidad de instituciones hospitalarias y la construcción de la actual identidad histórica, que deriva de la participación criolla en la búsqueda de soluciones.
4. Las epidemias de peste, viruela y tifus sufridas en Europa entre 1628 y 1665. Tras ellas se produce la Ilustración y el desarrollo de la ciencia. La sanidad pasa a ser un deber del Estado, "el problema no es la epidemia en sí, sino la gestión que se hace de ella", lo que afecta al régimen de responsabilidades en su transmisión pero también influye en el urbanismo de las ciudades (se recoge la basura, se drenan pozos negros, "se repavimenta para evitar adoquines redondeados donde se incrustan los excrementos"). Asimismo, afecta a los modos de vestir, a la higiene personal y a la vida doméstica. La Revolución industrial se implanta en Europa y se producen cambios en la gobernanza de las naciones: La Revolución Gloriosa en Inglaterra en 1688, los acontecimientos en Prusia con Federico el Grande, la independencia de los Estados Unidos en 1776 y la Revolución Francesa de 1789.
5. La gripe A ocurrida entre 1918 y 1920 pone de relieve la necesidad de dar respuestas prácticas a problemas concretos. La innovación y la certeza en las posibilidades de la ciencia, el fomento de la investigación médica dentro de un marco de cooperación cosmopolita y la aplicación de la razón práctica ocurren tras esta epidemia.
6. La pandemia de COVID-19, de la que todavía no pueden conocerse sus efectos históricos. No obstante, el autor finaliza su obra con una reflexión de las ideas que se deberían tener en cuenta como salida de la misma:
- El consumo de bienes como es conocido hasta ahora no es una salida para la sociedad. Se deben hallar soluciones prácticas y éstas pasan por una transformación educativa, en la que se ponga fin a la burocracia imperante y al papeleo, "que denota una altísima debilidad moral en quien lo acepta". Se deben crear personas con espíritu crítico pero para que existan personas que piensen, debe existir una buena educación que le enseñe a hacerlo.
- Debe revisarse el modelo de gobernanza, pues "no se percibe en él ninguna función vivificadora de la democracia a la hora de afrontar los retos globales".[3]
- El fomento del espíritu crítico lleva a elegir entre la reforma personal o la participación conformista.
- La sinceridad y la autenticidad son valores que han de imponerse, junto con una élite basada en el estudio y en la confrontación de ideas. Son los mejores quienes han de gobernar, por lo que se deberá elegir entre la inteligencia o los intereses creados.
- Se debe redefinir nuevamente el espacio de la comunicación, estableciendo códigos éticos y revisándose los beneficios económicos de la mentira.
- Se debe redefinir el valor de la cultura: "no todo lo que se vende en el mercado de consumo masivo es cultura".[4]
- En una nueva agenda, se debe repensar si hay líneas de investigación por las que la ciencia no ha de transcurrir.

## Publicaciones
- La Memoria de los feudales con prólogo de Georges Duby; (Argot, 1984; 1997, Guida, 1992).
- La caballería o la imagen cortesana del mundo (Génova, Istituto de Medievistica, 1984)
- La mujer que mira (Quaderns Crema, 1986; Sirmio, 1987);
- Boucicaut, gobernador de Génova. (Génova, Civico Istituto Colombiano, 1989)
- Set dones per a Tirant (Columna, 1991; Ayuntamiento de Valencia, 1998)
- La novela y el espíritu de la caballería (Mondadori, 1992, 2000).
- Observando la modernidad desde la Edad Media (Alfons el Magnanim, 1996);
- La identitat de Guilhem de Peitieu (Columna, 1999)
- El despertar de las mujeres (Península/Atalaya, 1998 y 1999);
- Rostros de la Historia (Península/Atalaya 1999);
- Lecturas para un nuevo milenio (Península/Ficciones) 2001;
- Ricard Guillem, el sogno de Barcellona (Athena, 2000; Ed62, 2002);
- El Gran Capitán. (Península/Atalaya 2002; Atalaya, 2007; Einaudi, 2008);
- La ambición del amor. Historia del matrimonio (Aguilar, 2003).
- Palestina, pasos perdidos (Destino, 2004);
- El Mediterráneo (Península/Atalaya, 2004);
- Leonardo da Vinci o el misterio de la belleza (Península/Atalaya, 2006).
- Isabel la Católica o el yugo del poder. (Península/Atalaya, 2004);
- Del Tirant al Quixot: més que un revival cavalleresc (Institució de les Lletres Catalanes 2005)
- El Reto del historiador"' (Península/Atalaya 2006).
- Quan els vescomtes de Barcelona eren Archivado el 20 de diciembre de 2014 en Wayback Machine. (Fundació Noguera, 2006);
- Cautivos de la fama (Península/Atalaya, 2006)
- Mi Cid (Península/Atalaya 2007).
- Atardeceres Rojos. Cuatro vidas entre el Islam y la cristiandad (Ariel, 2007).
- España, una nueva historia. (Gredos, 2009).
- Europa, las claves de su historia. (RBA, 2010)
- Catalunya, España. Encuentros y desencuentros. Barcelona, Librosdevanguardia, 2011. Versión catalana: Catalunya,Espanya. Acords i desacords. Barcelona, La Magrana, 2011.
- Personajes intempestivos de la historia. Madrid, Gredos, 2011.
- Entre historias de la Edad Media. Granada, universidad de Granada, 2011.
- El día después de las grandes epidemias. De la peste bubónica al coronavirus. Madrid, Taurus, 2020.
- El sueño de Ulises. El Mediterráneo, de la guerra de Troya a las pateras. Madrid, Taurus, 2022.

## Publicaciones (en colaboración)
- Álbum para Guillermo el Mariscal de Georges Duby (Alianza, Biblioteca 30 Aniversario, 1997) con M.A. Ladero Quesada.
- Storici arabi delle Crociate. (Einaudi, 2002) con F. Gabrielli
- Isabel de Requesens: retrat d'una dama, con Michael P. Fritz (Real Academia de Buenas Letras de Barcelona 2004).
- Viaje a la Historia. España en tres mil años, con fotografías de José Manuel Navia. (Barcelona, Lunwerg, 2005).
- Jaime I, Rey y Caballero. Catálogo de la exposición. (Valencia, Generalidad Valenciana, 2009).

## Artículos de José Enrique Ruiz-Domènec -relación incompleta-
- The Urban Origins of Barcelona: Agricultural Revolution o Commercial Development, en "Speculum, LII, 1977, pp. 265-286".
- Système de parenté et theorie de l'alliance dans la société catalane (env. 1000-env. 1240), en "Revue Historique, núm. 532, 1979, pp. 305-326". Reeditado con algunas variaciones en Amor, familia y sexualidad. Barcelona, Argot, 1984, pp.113-140"
- La contrautopía arcaica en la "Chanson de Roland", en "Actas del VIII Congreso de la Societe Rencesvals". Pamplona, 1981, pp. 417-430. Reeditado con algunas variaciones en "Epopeya e Historia". Barcelona, Argot, 1985, pp.175-202.
- Guerra y agresión en la Europa feudal. El ejemplo catalán, en "Quaderni catanesi di studi classici e medievali", vol. 2, 1980, pp. 265-324.
- El sonido de la batalla en Bertran de Born, en "Medievalia" (Barcelona), vol. 2, 1981, pp. 77-109.
- L'idea della cavalleria medievale come una teoria ideológica della società, en "Nuova Rivista Storica", anno LXV, III-IV, Firenze, 1981, pp. 341-367.
- El sueño de Ulises. La actividad marítima en la cultura mediterránea como un fenómeno de estructura, en "La Genti del mare Mediterraneo. Napoli, 1981, pp. 27-58". Reeditado en "El mundo mediterráneo de la Edad Media". Barcelona, Argot, 1987, pp. 253-285.
- Las prácticas judiciales en la Cataluña feudal, en “Historia, instituciones, documentos”, vol. 9, 1982, pp. 245-272.
- Litterature et societe medievale: vision d'ensemble, en "Le Moyen Age", núm 1, 1982, pp. 77-114.
- Fragmentos para una historia de la historia de la caballería, en "Nuova Rivista Storica", LXVII, 1983, pp. 87-118.
- Genova e Spagna nel basso Medioevo, "La Storia dei Genovesi", IV, 1985, pp. 49-64.
- Lopez di fronte all' immaginario medievale, en "Il Medioevo degli orizzonti aperti". Atti della giornata di Studio per Roberto S. Lopez. Genova, Comune di Genova, 1989, pp. 59-63.
- Griselda, la potenza del negativo, en "Le Forme e la Storia" núm. II (1990) 1, pp. 109-121.
- El torneo como espectáculo en la España de los siglos XV y XVI, en "La Civiltà del torneo (sec. XII-XVII). Giostre e tornei fra Medioevo ed età Moderna". Atti del VII Convegno di studio. Narni, 14-16 de octubre de 1988. Narni, 1990. 159-193.
- Bradamante, la imagen de la ambigüedad femenina, en "Lingua e Stile, Bologna, il Mulino", 1991, núm.2. pp. 205-222.
- Structures de parenté et rapports de production dans la Catalogne au XIIème siècle, en "Production, pouvoir et parente dans le Monde Méditerranéen" (ed. Claude H. Breteau & Nello Zagnoli) París, Geuthner, 1993, pp. 175-203.
- Genealogie femminili e genealogie maschili nel romanzo cortese, en "Quaderni Storici", núm. 83 (Fratello e Sorella ed. Sofia Bosch Gajano), 1993, pp. 311-339.
- Il Monferrato e la cultura cavalleresca "Atti del Congresso Internazionali, Dai Feudi Monferrini e dal Piemonte, ai Nuovi Mondi oltri gli Oceani" Alessandria, 2-6 de abril de 1990. Alessandria, Biblioteca della società di storia arte e archeologia per le province di Alessandria e Asti, núm. 27, 1993, pp.53-63.
- Hans Schiltberger: esperienze di viaggio, en "Relazioni di viaggio e conoscenza del mondo fra Medioevo e Umanesimo", Genova, Columbeis V, 1993, pp. 305-315.
- Reflexiones sobre la fiesta en la Edad Media, en "SÉMATA, Ciencias Sociais e Humanidades": El rostro y el discurso de la fiesta, n. 6, 1994, pp. 31-43.
- Problemática de la cultura popular en "Muerte, Religiosidad y cultura popular, siglos XIII-XVIII", (ed. Eliseo Serrano). Zaragoza, Institución "Fernando el Católico" de la Excma. Diputación de Zaragoza, 1994, pp. 53-64.
- Dubbi sull'Università Medievale en "Università in Europa. Le istituzioni universitarie dal Medio Evo ai nostri giorni strutture, organizzazione, funzionamento". (ed. A. Romano) Messina, Rubbettino, 1995, pp. 43-51.
- Preludio al secolo d'oro. Considerazioni sulla cultura spagnola nel Quattrocento, en "La Spagna nell'età di Colombo". Genova, 1995, pp. 91-105.
- Potere ed immaginazione sociale in Catalogna (secoli XII-XV), en Giovanni Petti Baldi (ed.) "Strutture del potere ed élites economiche nella città europee dei secoli XII-XVI". Napoles, Liguori Editore, 1996, pp. 15-25.
- La mondanizzazione del denaro: splendore, riccheze e spensieratezza del vivere nell'Italia del Quattrocento (Saggi in onore prof. Geo Pistarino. Genova/Alessandria) 1996.
- Hombres-frontera en la historia como gesta, en “Revista da Faculdade de Letras”, História (Porto), vol. 2, 1998, pp. 1539-1549.
- Les souvenirs croisés de Blanche de Castille, en "Cahiers de Civilisation Médiévale", núm.42, 1999, pp. 39-54.
- Uno spazio di confronto fra civiltà: la Penisola Iberica, en "Uomo e spazio nell'alto Medioevo". Settimana di Studio del Centro Italiano di Studi sull'Alto Medievo. Spoleto, 2003, vol. II, págs. 709-744.
- Which history for the 21st Century, en "Imago Temporis". Medium Aevum., vol. 1, 2007, págs.25-30.
- Identità europea o identità mediterránea, en Giuseppe Galasso et alii, "Identità europea e identità mediterranea". Turin, Aragon, 208, págs. 42-47.
- Guerra y Caballería, una historia singular, en Ruiz-Domènec, José Enrique; Costa, Ricardo da (coords.). "Mirabilia 8. La Caballería y el arte de la guerra en el mundo antiguo y medieval". Diciembre 2008, págs. X-XVII.
- El poder de la ficción: la Edad Media vista por la novela histórica, en "La historia medieval hoy: percepción académica y percepción social". XXXV Semana de Estudios Mdivales. Estella, 2008. Actas. 2009 págs. 247-261.
- L'heritage méditerranéen de la culture européenne, en "27 leçons d´histoire". París, Seuil, 2009, págs. 281-287.
- La caballería: el último idilio, en "Come l'Orco della fiaba". Studi per Franco Cardini. Firenze, Sismel-Edizioni del Galluzo, 2010, págs. 545-555.
- Misteriosa Nicópolis, en Blasco Vallès, Almudena; Costa, Ricardo da (coords.). "Mirabilia 10. La Edad Media y las Cruzadas", 2010, págs. 258-266.
- Martín de Riquer, literatura e historia, en "Roda da Fortuna, Revista Eletrônica sobre Antiguidade e Medievo", vol. 2, n. 2, 2013, págs. 10-13.

## Artículos sobre José Enrique Ruiz-Domènec
- José Ángel Martos, José Enrique Ruiz-Domènec, Muy Interesante, N.º 338 2009, págs. 60-62
- Francisco Luis del Pino, José Enrique Ruiz-Domènec, autor de "España, una nueva historia", Clio Historia, N.º 89, 2009 pags. 82-87
- Miguel Ángel Villena, "Así fue.., en las artes y en las calles", El País, 24 de febrero de 2009, pág. 32.
- Doria, Sergio, José Enrique Ruiz-Domènec, Turia: revista cultural, ISSN 0213-4373, N.º 77-78, 2006 , pags. 336-346.
- Debat Ricard Guillem. Un sogno per Barcellona. A propósit de l’obra de José Enrique Ruiz-Domènec, Revista d’Historia Medieval: ISSB 84-370-2381-1, N.º 11, 2000.
- Ricardo da Costa, "José Enrique Ruiz-Domènec (1948-). Artesão do verbo", en Daniel Rico Camps y Almudena Blasco Vallés (orgs.). José Enrique Ruiz-Domènec o la narración de la Historia. Barcelona: Institut d'Estudis Medievals, 2021, p. 89-95.